# Javier Sánchez
Javier Sánchez Vicario (ur. 1 lutego 1968 w Pampelunie) – hiszpański tenisista, reprezentant w Pucharze Davisa, olimpijczyk z Seulu (1988).

## Życie prywatne
Javier Sánchez pochodzi z rodziny o tradycjach tenisowych. Starszy brat Emilio odnosił sukcesy w singlu, a w grze podwójnej oprócz zwycięstw w turniejach wielkoszlemowych, był liderem rankingu deblowego. Ma również młodszą siostrę, Arantxę, która wygrywała rozgrywki wielkoszlemowe w singlu oraz deblu i była liderką rankingu obu konkurencji.

## Kariera tenisowa
Jako junior Sánchez wygrał US Open 1986 zarówno w grze pojedynczej, jak i podwójnej. W singlu wygrał pojedynek finałowy 6:2, 6:2 z Franco Davínem, natomiast w deblu pokonał wynikiem 6:4, 1:6, 6:1, wspólnie z Tomásem Carbonellem parę Jeff Tarango–David Wheaton.
Karierę profesjonalną zapoczątkował w 1986, a zakończył w roku 2000. W singlu wygrał 4 turnieje wchodzące w skład cyklu ATP World Tour oraz uczestniczył w 8 finałach.
W grze podwójnej wygrał łącznie 26 turniejów rangi ATP World Tour, a także przegrał w 18 finałach.
W latach 1987–1989 i 1997–1998 reprezentował Hiszpanię w Pucharze Davisa. Rozegrał dla drużyny przez ten okres 9 meczów – w singlu wygrał 3 pojedynki i 3 przegrał, a deblu poniósł porażkę w 4 spotkaniach nie wygrywając żadnego.
W 1988 zagrał w konkurencji gry pojedynczej na igrzyskach olimpijskich w Seulu, dochodząc do 3 rundy w której został wyeliminowany przez Paolo Canè.
Najwyżej sklasyfikowany w rankingu singlistów był na 23. miejscu na początku czerwca 1994 roku, z kolei w zestawieniu deblistów pod koniec kwietnia 1990 roku zajmował 9. pozycję.

### Finały w turniejach ATP World Tour
| Legenda                                      |
| -------------------------------------------- |
| Wielki Szlem                                 |
| Igrzyska olimpijskie                         |
| Tennis Masters Cup / ATP Finals              |
| ATP Masters Series / ATP Tour Masters 1000   |
| ATP International Series Gold / ATP Tour 500 |
| ATP International Series / ATP Tour 250      |

#### Gra pojedyncza (4–8)
| Końcowy wynik | Nr | Data                 | Turniej       | Nawierzchnia | Przeciwnik             | Wynik finału     |
| ------------- | -- | -------------------- | ------------- | ------------ | ---------------------- | ---------------- |
| Finalista     | 1. | 20 września 1987     | Madryt        | Ceglana      | Emilio Sánchez         | 3:6, 6:3, 2:6    |
| Zwycięzca     | 1. | 13 listopada 1988    | Buenos Aires  | Ceglana      | Guillermo Pérez Roldán | 6:2, 7:6         |
| Zwycięzca     | 2. | 18 czerwca 1989      | Bolonia       | Ceglana      | Franco Davín           | 6:1, 6:0         |
| Finalista     | 2. | 12 listopada 1989    | São Paulo     | Dywanowa     | Martín Jaite           | 6:7, 3:6         |
| Finalista     | 3. | 19 maja 1991         | Umag          | Ceglana      | Dmitrij Polakow        | 4:6, 4:6         |
| Finalista     | 4. | 15 września 1991     | Brasília      | Dywanowa     | Andrés Gómez           | 4:6, 6:3, 3:6    |
| Finalista     | 5. | 19 kwietnia 1992     | Nicea         | Ceglana      | Gabriel Markus         | 4:6, 4:6         |
| Finalista     | 6. | 8 sierpnia 1993      | Kitzbühel     | Ceglana      | Thomas Muster          | 3:6, 5:7, 4:6    |
| Zwycięzca     | 3. | 22 maja 1994         | Bolonia       | Ceglana      | Alberto Berasategui    | 7:6(3), 4:6, 6:3 |
| Finalista     | 7. | 6 sierpnia 1995      | Praga         | Ceglana      | Bohdan Ulihrach        | 2:6, 2:6         |
| Finalista     | 8. | 15 października 1995 | Tel Awiw-Jafa | Twarda       | Ján Krošlák            | 3:6, 4:6         |
| Zwycięzca     | 4. | 20 października 1996 | Tel Awiw-Jafa | Twarda       | Marcos Ondruska        | 6:4, 7:5         |

#### Gra podwójna (26–18)
| Końcowy wynik | Nr  | Data                 | Turniej      | Nawierzchnia    | Partner          | Przeciwnicy                        | Wynik finału  |
| ------------- | --- | -------------------- | ------------ | --------------- | ---------------- | ---------------------------------- | ------------- |
| Finalista     | 1.  | 2 sierpnia 1987      | Båstad       | Ceglana         | Emilio Sánchez   | Stefan Edberg Anders Järryd        | 6:7, 3:6      |
| Zwycięzca     | 1.  | 20 września 1987     | Madryt       | Ceglana         | Carlos di Laura  | Sergio Casal Emilio Sánchez        | 6:3, 3:6, 7:6 |
| Finalista     | 2.  | 25 października 1987 | Wiedeń       | Twarda (hala)   | Emilio Sánchez   | Mel Purcell Tim Wilkison           | 3:6, 5:7      |
| Zwycięzca     | 2.  | 16 listopada 1987    | São Paulo    | Twarda          | Gilad Blum       | Tomás Carbonell Sergio Casal       | 6:3, 6:7, 6:4 |
| Zwycięzca     | 3.  | 12 czerwca 1988      | Bolonia      | Ceglana         | Emilio Sánchez   | Rolf Hertzog Marc Walder           | 6:1, 7:6      |
| Finalista     | 3.  | 6 listopada 1988     | São Paulo    | Twarda          | Ricardo Acuña    | Jay Berger Horacio de la Peña      | 7:5, 4:6, 3:6 |
| Zwycięzca     | 4.  | 13 listopada 1988    | Buenos Aires | Ceglana         | Carlos Costa     | Eduardo Bengoechea José Luis Clerc | 6:3, 3:6, 6:3 |
| Zwycięzca     | 5.  | 7 maja 1989          | Monachium    | Ceglana         | Balázs Taróczy   | Peter Doohan Laurie Warder         | 7:6, 6:7, 7:6 |
| Zwycięzca     | 6.  | 14 maja 1989         | Hamburg      | Ceglana         | Emlio Sánchez    | Boris Becker Eric Jelen            | 6:4, 6:1      |
| Zwycięzca     | 7.  | 18 czerwca 1989      | Bolonia      | Ceglana         | Sergio Casal     | Tomas Nydahl Jörgen Windahl        | 6:2, 6:3      |
| Finalista     | 4.  | 25 czerwca 1989      | Bari         | Ceglana         | Sergio Casal     | Simone Colombo Claudio Mezzadri    | 6:0, 3:6, 3:6 |
| Zwycięzca     | 8.  | 6 sierpnia 1989      | Kitzbühel    | Ceglana         | Emilio Sánchez   | Petr Korda Tomáš Šmíd              | 7:5, 7:6      |
| Zwycięzca     | 9.  | 15 kwietnia 1990     | Barcelona    | Ceglana         | Andrés Gómez     | Sergio Casal Emilio Sánchez        | 7:6, 7:5      |
| Finalista     | 5.  | 29 kwietnia 1990     | Monte Carlo  | Ceglana         | Andrés Gómez     | Petr Korda Tomáš Šmíd              | 4:6, 6:7      |
| Finalista     | 6.  | 6 maja 1990          | Madryt       | Ceglana         | Andrés Gómez     | Juan Carlos Báguena Omar Camporese | 4:6, 6:3, 3:6 |
| Finalista     | 7.  | 15 lipca 1990        | Gstaad       | Ceglana         | Omar Camporese   | Sergio Casal Emilio Sánchez        | 3:6, 6:3, 5:7 |
| Zwycięzca     | 10. | 5 sierpnia 1990      | Kitzbühel    | Ceglana         | Éric Winogradsky | Francisco Clavet Horst Skoff       | 7:6, 6:2      |
| Zwycięzca     | 11. | 7 października 1990  | Ateny        | Ceglana         | Sergio Casal     | Tom Kempers Richard Krajicek       | 6:4, 6:3      |
| Zwycięzca     | 12. | 10 marca 1991        | Indian Wells | Twarda          | Jim Courier      | Guy Forget Henri Leconte           | 7:6, 3:6, 6:3 |
| Zwycięzca     | 13. | 19 maja 1991         | Umag         | Ceglana         | Gilad Blum       | Richey Reneberg David Wheaton      | 7:6, 2:6, 6:1 |
| Zwycięzca     | 14. | 25 sierpnia 1991     | Schenectady  | Twarda          | Todd Woodbridge  | Andrés Gómez Emilio Sánchez        | 3:6, 7:6, 7:6 |
| Finalista     | 8.  | 29 września 1991     | Palermo      | Ceglana         | Emilio Sánchez   | Jacco Eltingh Tom Kempers          | 6:3, 3:6, 3:6 |
| Zwycięzca     | 15. | 12 kwietnia 1992     | Barcelona    | Ceglana         | Andrés Gómez     | Ivan Lendl Karel Nováček           | 6:4, 6:4      |
| Finalista     | 9.  | 24 maja 1992         | Bolonia      | Ceglana         | Javier Frana     | Luke Jensen Laurie Warder          | 4:6, 6:7      |
| Finalista     | 10. | 19 lipca 1992        | Stuttgart    | Ceglana         | Marc Rosset      | Glenn Layendecker Byron Talbot     | 6:4, 3:6, 4:6 |
| Finalista     | 11. | 14 listopada 1993    | Antwerpia    | Dywanowa (hala) | Wayne Ferreira   | Grant Connell Patrick Galbraith    | 3:6, 6:7      |
| Finalista     | 12. | 10 kwietnia 1994     | Barcelona    | Ceglana         | Jim Couruer      | Jewgienij Kafielnikow David Rikl   | 7:5, 1:6, 4:6 |
| Zwycięzca     | 16. | 17 kwietnia 1994     | Nicea        | Ceglana         | Mark Woodforde   | Hendrik Jan Davids Piet Norval     | 7:5, 6:3      |
| Finalista     | 13. | 15 maja 1994         | Rzym         | Ceglana         | Wayne Ferreira   | Jewgienij Kafielnikow David Rikl   | 1:6, 5:7      |
| Zwycięzca     | 17. | 9 października 1994  | Ateny        | Ceglana         | Luis Lobo        | Cristian Brandi Federico Mordegan  | 5:7, 6:1, 6:4 |
| Finalista     | 14. | 15 stycznia 1995     | Auckland     | Twarda          | Luis Lobo        | Grant Connell Patrick Galbraith    | 4:6, 3:6      |
| Finalista     | 15. | 5 marca 1995         | Scottsdale   | Twarda          | Luis Lobo        | Trevor Kronemann David Macpherson  | 6:4, 3:6, 4:6 |
| Finalista     | 16. | 30 kwietnia 1995     | Monte Carlo  | Ceglana         | Luis Lobo        | Jacco Eltingh Paul Haarhuis        | 3:6, 4:6      |
| Finalista     | 17. | 7 maja 1995          | Monachium    | Ceglana         | Luis Lobo        | Trevor Kronemann David Macpherson  | 3:6, 4:6      |
| Zwycięzca     | 18. | 16 lipca 1995        | Gstaad       | Ceglana         | Luis Lobo        | Arnaud Boetsch Marc Rosset         | 6:7, 7:6, 7:6 |
| Zwycięzca     | 19. | 27 sierpnia 1995     | Umag         | Ceglana         | Luis Lobo        | David Ekerot László Markovits      | 6:4, 6:0      |
| Zwycięzca     | 20. | 21 kwietnia 1996     | Barcelona    | Ceglana         | Luis Lobo        | Neil Broad Piet Norval             | 6:1, 6:3      |
| Finalista     | 18. | 5 maja 1996          | Praga        | Ceglana         | Luis Lobo        | Jewgienij Kafielnikow Daniel Vacek | 3:6, 7:6, 3:6 |
| Zwycięzca     | 21. | 12 stycznia 1997     | Sydney       | Twarda          | Luis Lobo        | Paul Haarhuis Jan Siemerink        | 6:4, 6:7, 6:3 |
| Zwycięzca     | 22. | 9 marca 1997         | Scottsdale   | Twarda          | Luis Lobo        | Jonas Björkman Rick Leach          | 6:3, 6:3      |
| Zwycięzca     | 23. | 11 maja 1997         | Hamburg      | Ceglana         | Luis Lobo        | Neil Broad Piet Norval             | 6:3, 7:6      |
| Zwycięzca     | 24. | 28 września 1997     | Bukareszt    | Ceglana         | Luis Lobo        | Hendrik Jan Davids Daniel Orsanic  | 7:5, 7:5      |
| Zwycięzca     | 25. | 30 sierpnia 1998     | Long Island  | Twarda          | Julián Alonso    | Brandon Coupe Dave Randall         | 6:4, 6:4      |
| Zwycięzca     | 26. | 1 sierpnia 1999      | Umag         | Ceglana         | Mariano Puerta   | Massimo Bertolini Cristian Brandi  | 3:6, 6:2, 6:3 |